# Viva la Vida
«Viva la Vida» és el segon senzill de l'àlbum Viva la Vida or Death and All His Friends, quart disc d'estudi de la banda anglesa Coldplay. El títol fa referència a una expressió castellana que significa «Visca la vida». Fou número 1 de les llistes britànica i estatunidenca, primer senzill del grup en aconseguir-ho, i rebé el premi Grammy a la cançó de l'any (2009).

## Informació
El títol de la cançó en castellà prové d'un quadre de la pintora mexicana Frida Kahlo. Les lletres contenen referències històriques i cristianes. Coldplay va interpretar la cançó en directe per l'episodi «Million Dollar Maybe» de The Simpsons.

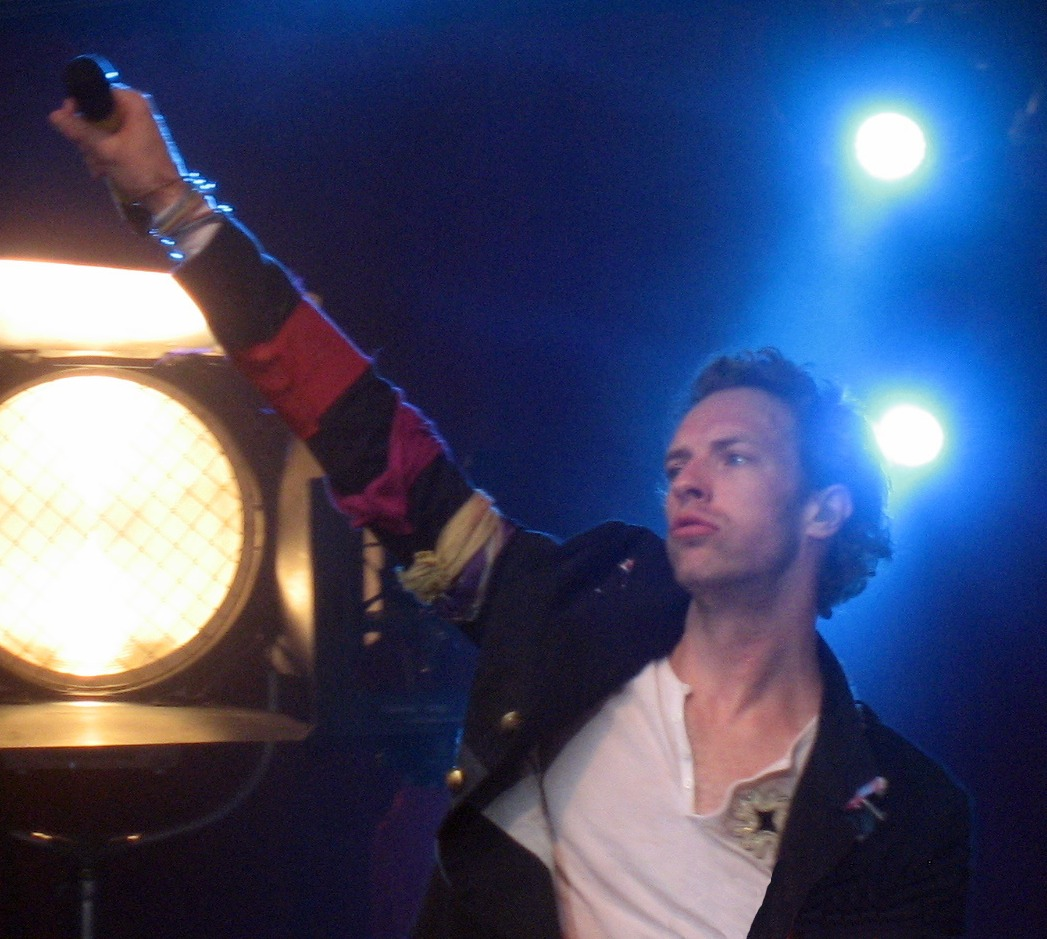
Chris Martin durant la gira Viva la Vida Tour (2008)

La cançó estigué disponible inicialment només a iTunes via reserves a partir del 7 de maig de 2008. Fins al 25 del mateix mes no estigué disponible la descàrrega digital i fins al 29 de juliol no es posà a la venda el format físic en CD, coincidint amb el llançament dels videoclips del senzill. Tingué molt bona rebuda per iTunes i va esdevenir la cançó més venuda de l'any 2008. Durant l'última setmana de l'any i la primera de 2009, a través del web oficial del grup, van penjar gratuïtament una remescla oficial de la cançó titulada «Thin White Duke Mix».
El videoclip oficial fou dirigit per Hype Williams i estrenat al lloc web oficial l'1 d'agost de 2008. Es mostra la banda tocant la cançó dins el quadre La llibertat guiant el poble d'Eugène Delacroix i les imatges desprenen la textura d'una pintura. Un segon videoclip alternatiu fou filmat a La Haia, Països Baixos, dirigit per Anton Corbijn i llançat paral·lelament al primer. Aquest representava un tribut de Corbijn a la cançó «Enjoy the Silence» de Depeche Mode i mostrava Chris Martin disfressat de rei mentre carregava un quadre de Delacroix.
Entre les diverses nominacions que va rebre la cançó destaquen els Grammy a la gravació de l'any, millor cançó de l'any i millor actuació de duet o grup de l'any 2009. La revista Rolling Stone va situar la cançó en la novena posició dins la seva llista de les millors cançons de l'any 2008, i també la segona d'estil rock.
«Viva la Vida» va formar part de la campanya publicitària dels iPod + iTunes d'Apple Inc. i també aparegué en episodis de diverses sèries de televisió com Medium, 90210 o The Simpsons. Altres cantants com Lady Gaga o els Pet Shop Boys van versionar la cançó en alguns concerts o actuacions. Fou utilitzada com a sampler en diversos cançons com «Be on You» de Flo-Rida i «Congratulations» de Drake.
Gràcies a les vendes digitals, la cançó va esdevenir el seu millor senzill a les llistes. Fou la primera cançó del grup en arribar al número 1 de la llista estatunidenca Billboard Hot 100, de fet, era el primer senzill d'un grup britànic en aconseguir-ho des del «Wannabe» de les Spice Girls l'any 1996. Finalment fou certificat per un triple disc de platí per la RIAA. i a mitjan 2011 ja va superar els cinc milions d'unitats venudes als Estats Units. Al Regne Unit també va tenir molt bona rebuda i arribà al capdamunt de la UK Singles Chart, tot just el seu primer senzill en aconseguir aquesta fita.
«Viva la Vida» ha estat molt utilitzada per molts equips de diversos esports, ja sigui com a celebració o per motivació dels jugadors. Per exemple l'equip de futbol català FC Barcelona la va utilitzar com a himne durant la temporada 2008-09. Cal indicar al llarg d'aquesta temporada, l'equip va guanyar totes les sis competicions oficials que va disputar, fita que mai no s'havia aconseguit en tota la història del futbol.
La cançó fou seleccionada pel entrenador Josep Guardiola, seguidor de Coldplay, per tal de motivar i encoratjar els jugadors i sonava al Camp Nou abans de cada partit. L'equip alemany de futbol Hamburg SV la va utilitzar per celebrar els seus gols, durant la mateixa temporada. L'equip New York Rangers, de la National Hockey League, posava la cançó per celebrar les victòries al Madison Square Garden, mentre que els Vancouver Canucks la van utilitzar en el vídeo de tribut al jugador Markus Näslund durant la cerimònia de la retirada del seu número al pavelló Rogers Arena. També fou utilitzada pels Cincinnati Reds durant l'inici de cada partit del concurs de la Rugby League World Cup 2008.
Coldplay va rebre diverses acusacions de plagi per aquesta cançó. La primera fou per part d' Andrew Hoepfner de la banda estatunidenca Creaky Boards, que va sostenir que Martin havia sentit llur cançó «The Songs I Didn't Write» en directe a l'octubre de 2007 i llavors l'havia plagiat. Aquest grup va publicar un videoclip comparant diverses seccions de les cançons. Coldplay va negar la reclamació al·legant que van enregistrar una demo de «Viva la Vida» al març de 2007, mesos abans del concert del qual parlava Hoepfner. Llavors, Creaky Boards es va retractar i va comunicar que ambdues cançons estaven inspirades en el videojoc The Legend of Zelda. Al desembre del 2008, el guitarrista estatunidenc Joe Satriani va denunciar Coldplay per infracció de drets d'autor a Los Angeles i va pretendre que algunes seccions musicals s'havien extret de la seva cançó «If I Could Fly» (2004). La banda va al·legar que les similituds entre les dues cançons eren pura coincidència, i al setembre de 2009, el Tribunal de Districte de Califòrnia va desestimar el cas perquè ambdues parts van arribar a un acord extrajudicial. El maig de 2009, Yusuf Islam, de nom artístic Cat Stevens, va dir que «Viva la Vida» era molt similar a la seva cançó «Foreigner Suite». Posteriorment va afirmar que considerava que Coldplay havia copiat però que no ho havien fet a propòsit, que no estava enfadat amb ells i que tampoc pensava prendre cap mesura legal.
Tot i no portar molt temps al mercat, diversos artistes van editar noves versions de la cançó per treballs propis. L'artista Joy Electric va fer una versió pel seu àlbum Favorites at Play (2009) i el cantant suec Darin va versionar la cançó pel seu àlbum Lovekiller (2010). Els Pet Shop Boys en van fer una versió per la seva gira Pandemonium Tour mesclada amb la tornada de la seva pròpia cançó «Domino Dancing» i posteriorment la van incloure en l'EP Christmas (2009) i l'àlbum en directe Pandemonium. El grup japonès SMAP va fer una versió amb la mateixa col·laboració de Coldplay i la van interpretar en un programa de televisió actuant amb el nom de Smaplay. La banda Weezer va incloure una versió de la cançó en l'edició deluxe del seu àlbum Hurley. Penn Masala la va mesclar amb «Jashn-e-Bahara» de Jodhaa Akbar al seu treball Panoramic. El pianista Jon Schmidt va compondre un mashup junt amb «Love Story» de Taylor Swift que va penjar a YouTube i va superar el milió i mig de visualitzacions, però no va poder contactar Coldplay per obtenir els drets per utilitzar la cançó i va haver de retirar el vídeo de YouTube. Els duet croat violoncel·listes 2Cellos, format per Luka Šulić i Stjepan Hauser, va editar una versió pel seu àlbum de debut homònim. Altres grups i artistes van versionar la cançó en directes de concerts o televisió com Lady Gaga, Shawty Lo, Boyce Avenue, Swizz Beatz, K'naan, Westlife, Solange Knowles o Taylor Swift.

## Llista de cançons
Descàrrega digital
1. «Viva la Vida» (Edició nova) – 4:04

CD promocional
1. «Viva la Vida» (Edició ràdio) – 3:45
2. «Viva la Vida» (Versió completa) – 4:01

CD
1. «Viva la Vida» – 4:02
2. «Death Will Never Conquer» – 1:17

Versió Bootleg
1. «Viva la Vida - DMS12 mix» – 7:01

## Posicions en llista
| Llista (2008)        | Posició | Certificació |
| -------------------- | ------- | ------------ |
| Alemanya             | 5       | Or           |
| Austràlia            | 2       | Platí        |
| Canadà               | 4       |              |
| Europa               | 3       |              |
| França               | 7       |              |
| Itàlia               | 2       |              |
| Japó                 | 90      |              |
| Espanya              | 2       | 3x Platí     |
| Regne Unit           | 1       | Or           |
| US Billboard Hot 100 | 1       | 3x Platí     |

## Guardons
Premis
- 2009: Grammy a la cançó de l'any

Nominacions
- 2009: Grammy a la gravació de l'any